# Kenichi Sonoda
Kenichi Sonoda (jap. 園田 健一, Sonoda Ken’ichi; * 13. Dezember 1962 in Takaishi, Präfektur Osaka) ist ein japanischer Mangaka, der auch das Charakterdesign für mehrere Anime entwarf.

## Werke
Der erste Anime, an dem Sonoda mitarbeitete, die Sportgeschichte Wanna Bees, verkaufte sich auf dem Videomarkt schlecht. Mit der im selben Jahr beim Studio Artmic entstandenen OVA Gall Force gelang ihm jedoch der Durchbruch zu einem Charakterdesigner. Das ab 1987 erschienene Bubblegum Crisis wurde schließlich ein internationaler Erfolg und machte Sonoda über die Grenzen Japans hinaus bekannt. Riding Bean war der erste komplett von Sonoda entworfene Anime.
Kenichi Sonoda zeichnete neben seiner Arbeit auch viele Dōjinshi und erstellte das Charakterdesign zahlreicher Computerspiele.

### Manga
- Gunsmith Cats, 1991–1998
- Exaxxion, 1997–2004
- Gunsmith Cats: Burst, 2004–2008
- Bullet the Wizard, 2010–2013

### Anime
- Wanna Bees, 1986
- Gall Force: Eternal Story, 1986
- Bubblegum Crisis, 1987
- Wings of Honneamise, 1987
- Gall Force: Destruction, 1987
- Gall Force: Stardust War, 1988
- Riding Bean, 1989
- Gall Force Earth, 1989
- Rhea Gall Force, 1989
- Bubblegum Crash, 1991
- Gall Force: New Era, 1991
- Otaku no Video, 1991
- Gunsmith Cats, 1995
- Idol Fighter Su Chi Pai, 1996